# Эль-Киче
Эль-Киче́ (исп. El Quiché) — один из 22 департаментов республики Гватемала. Находится в самом сердце территорий народа киче, на северо-западе от города Гватемала. Административный центр — город Санта-Крус-дель-Киче. Третий по величине департамент в стране, включает в себя широкое разнообразие ландшафта и экосистемы. Территорию включают горные регионы с глубокими оврагами, высокие плато, долины, возвышенности и вулканы

## История
2 февраля 1838 года Уэуэтенанго, Кетсалтенанго, Эль-Киче, Реталулеу, Сан-Маркос и Тотоникапан объединились в недолговечное центральноамериканское государство Лос-Альтос. Государство было разрушено в 1840 году генералом Рафаэлем Каррера, ставшим президентом Гватемалы.

## Население
Эль-Киче исторически был одним из самых густонаселённых департаментов Гватемалы. Его население 655 110 человек (2002) преимущественно состоит из народов Майя.
Хотя большая часть коренного населения говорит на языке киче, другие языки Майя также распространены, например ишильский, успантекский, сапулатекский и некоторые другие. Корни этноса идут из священной книги-Пополь Вух. В книге говорится о племени, которое под руководством короля Тамуб основали земли Киче. В конце Пост Классического Периода, во времена своего расцвета, Киче доминировали на территории Гватемалы. В 1523 Киче отправили армию из своей столицы Утатлан в сторону Кетцальтенанго что бы остановить приближающих конкистадоров.
Сегодняшние Киче очень гордятся своим наследием и древними традициями. В основном местные заняты в агрикультурном секторе с широким набором продуктов, например злаковые зерна, пшеница, картофель, и в меньшем масштабе кофе, рис, и  тобако. У кажой общины есть свой святой, фестивали, кофрадиас (cofradias-братство), и религиозные традиции, которые смешали до-испанские ритуалы и католические, религиозные церемонии. Общины сохраняют сильные узы со своими традициями и обычаями.

## Муниципалитеты
В административном отношении департамент подразделяется на 21 муниципалитет:
- Каниль
- Чахуль
- Чикаман
- Чиче
- Чичикастенанго
- Чинике
- Кунен
- Хоябах
- Небах
- Сакапулас
- Паците
- Пачалум
- Плая-Гранде-Искан
- Сан-Андрес-Сахкабах
- Сан-Антонио-Илотенанго
- Сан-Бартоломе-Хокотенаго
- Сан-Хуан-Коцаль
- Сан-Педро-Хокопилас
- Санта-Крус-дель-Киче
- Успантан
- Сакуальпа

## Достопримечательности

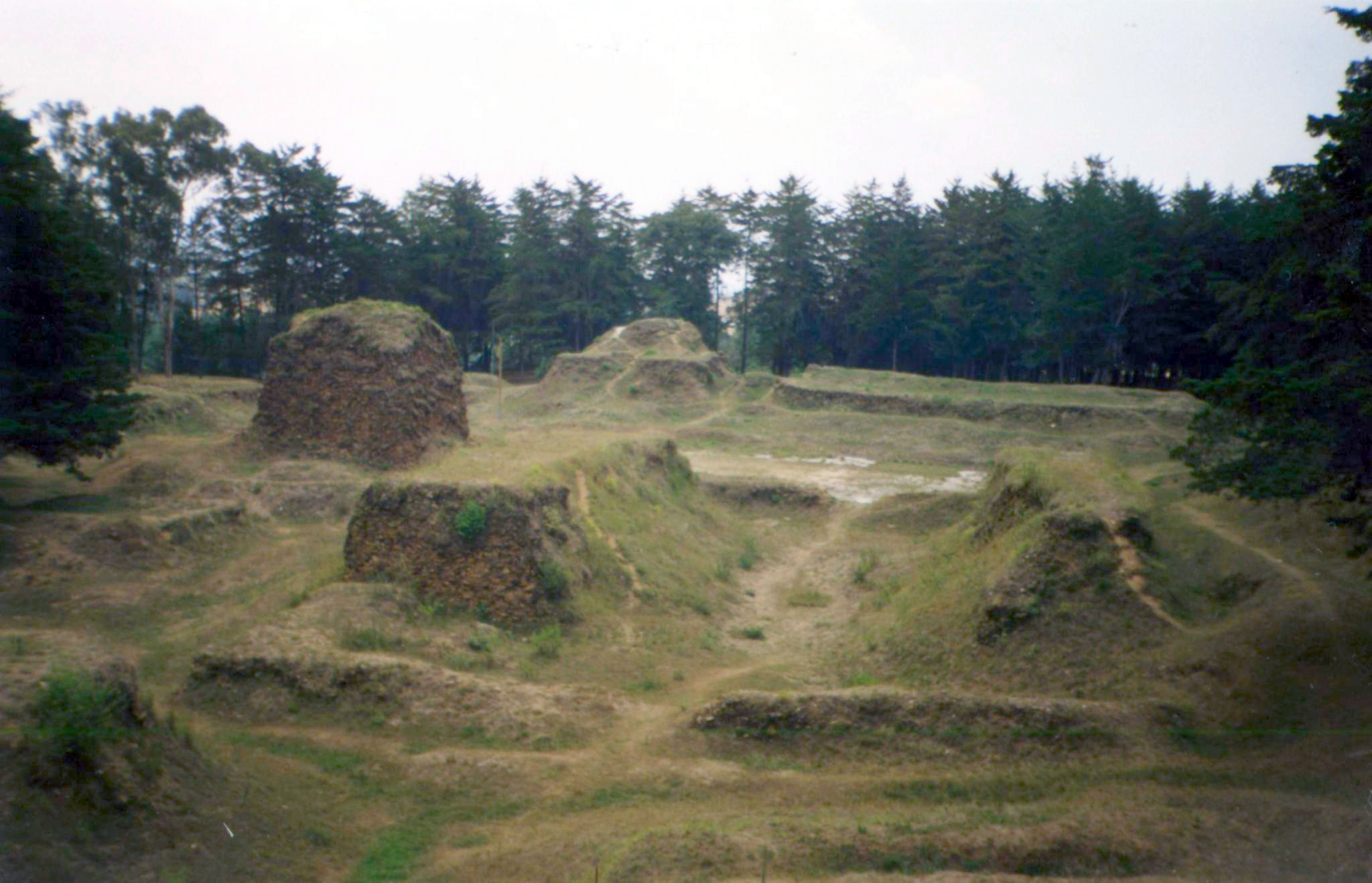
Центр майя Гумарках

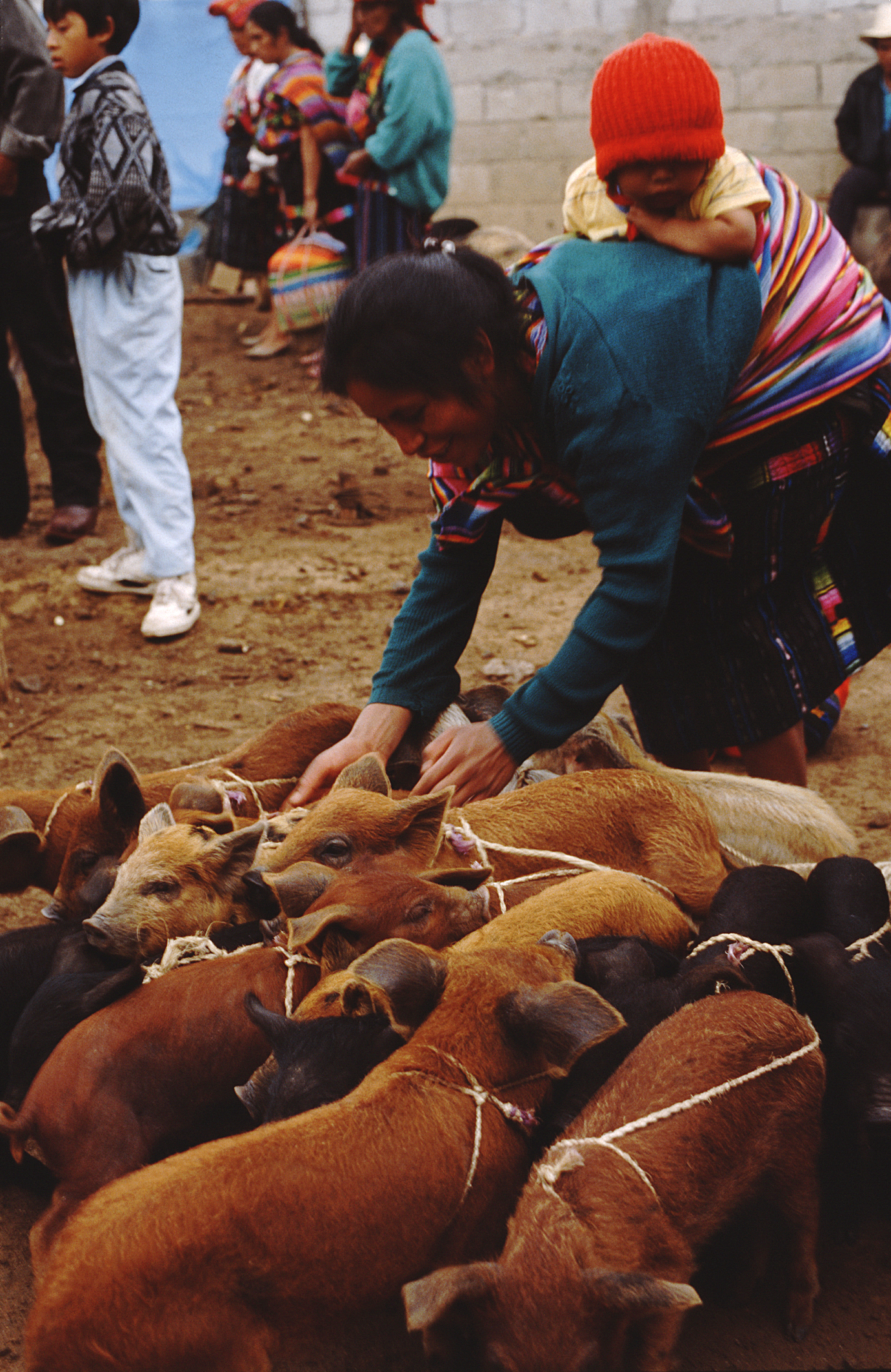
Рынок в Чичикастенанго

К достопримечательностям департамента относятся город Чичикастенанго и развалины Гумарках.
На территории департамента находится ещё несколько доколониальных археологических памятников, в том числе Серро-де-Сан-Андрес (в Сан-Андрес-Сахкабаха), Лос-Серритос и Ла-Лагуна (в Канилла). Большинство из этих объектов использовались как церемониальные центры в религиозных верованиях майя.
Краеведческие музеи можно найти в Чичикастенанго и Небахе.
Во множестве городов существуют католические церкви колониальных времён, например церковь Санто-Томас в Чичикастенанго.
Биосферный заповедник Висис-Каба (450 км²) — единственный охраняемый природный заповедник Эль-Киче. Он расположен на севере Чахуль, на землях общин ишили.